# 주변시

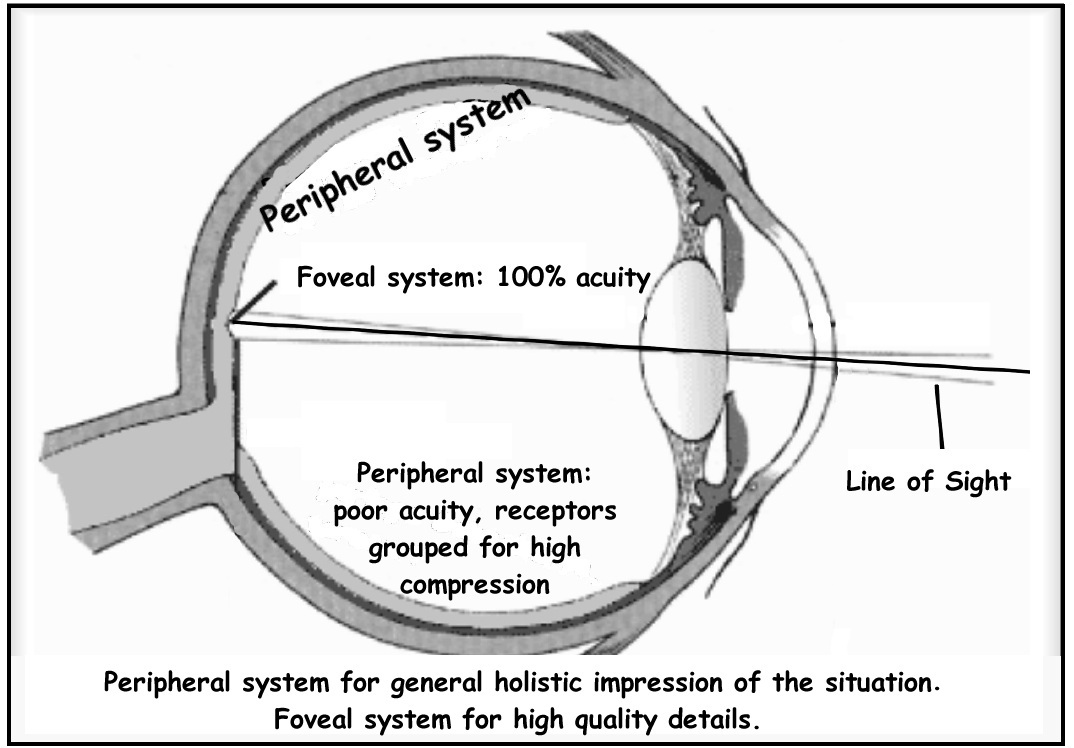

주변시(peripheral vision), 주변 시력 또는 간접 시력(indirect vision)은 고정 지점 외부, 즉 시선 중심에서 멀어지거나 큰 각도로 볼 때 "눈의 구석" 안(또는 바깥)에서 발생하는 시각이다. 시야 영역의 대부분은 주변 시야의 개념에 포함된다. 원거리 주변시는 시야의 가장자리에 있는 영역을 의미하고, 중간 주변시는 중간 편심을 의미하며, 주변 근처시(주변시)는 시선의 중심 시야에 인접하여 존재한다.

## 같이 보기
- 측시
- 깊이 감각
- 중심와
- 시각
- 양안시
- 황반변성
- 녹내장